# Hornsyld
Hornsyld är en ort i Danmark.   Den ligger i Hedensteds kommun och Region Mittjylland. Antalet invånare är 1 661. Närmaste större samhälle är Horsens, 12 km norr om Hornsyld. I östra delen av samhället ligger Nebsagers kyrka.